# Vegas (système d'arcade)
Pour les articles homonymes, voir Vegas.
Le Vegas est un système de jeux vidéo pour borne d'arcade destiné aux salles d'arcade, créé par Midway Games et Atari Games.

## Description
Ce système est lancé par Midway Games et Atari Games durant l'année 1999.